# Xiaomi Redmi S2
Xiaomi Redmi S2 — смартфон-селфіфон компанії Xiaomi, який є представником серії Redmi. Був представлений 10 квітня 2018 року. В Індії смартфон продавався під назвою Xiaomi Redmi Y2.

## Дизайн
Екран виконаний зі скла. Корпус смартфона виконаний з матового пластику, стилізованого під метал.
Ззаду Redmi S2 схожий на більшість смартфонів Xiaomi 2018 року, а саме з блоком камери, подібним до такого в iPhone X.
Знизу розташовані роз'єм microUSB, динамік та стилізований під динамік мікрофон. Зверху — 3.5 мм аудіороз'єм, другий мікрофон та ІЧ-порт. З лівого боку розташований слот під 2 SIM-картки і карту пам'яті формату microSD до 128 ГБ. З правого боку розміщені кнопки регулювання гучності та кнопка блокування смартфону. Сканер відбитків пальців розташований на задній панелі.
Xiaomi Redmi S2 продавався в 5 кольорах: чорному, сірому, блакитному, золотому та рожевому золоті.

## Технічні характеристики

### Платформа
Смартфон отримав процесор Qualcomm Snapdragon 625 (8 ядер з тактовою частотою 2 ГГц) та графічний процесор Adreno 506.

### Батарея
Батарея отримала об'єм 3080 мА·год.

### Камера
Смартфон отримав подвійну основну камеру 12 Мп, f/2.2 з фазовим автофокусом + 5 Мп, f/2.4 (сенсор глибини). Фронтальна камера отримала роздільність 16 Мп, світлосилу f/2.0 (ширококутний).
Основна та фронтальна камера вміють записувати відео в роздільній здатності 1080p@30fps.

### Екран
Екран IPS LCD, 5.99", HD+ (1560 × 720), зі щільністю пікселів 267 ppi та співвідношенням сторін 18:9.

### Пам'ять
Смартфон продавався в комплектаціях 3/32 та 4/64 ГБ.

### Програмне забезпечення
Смартфон був випущений на MIUI 9 на базі Android 8.1 Oreo. Був оновлений до MIUI 12 на базі Android 9 Pie.

## Рецензії
Оглядач з інформаційного порталу ITC.ua поставив Xiaomi Redmi S2 4.5 бали з 5. До мінусів він відніс відсутність олеофобного покриття, порт microUSB та відсутність підтримки Wi-Fi 5 ГГц. До плюсів оглядач відніс фронтальну камеру, співвідношення ціна-оснащення та комплектацію. У висновку він сказав, що: «Xiaomi Redmi S2 получився цікавим та, що не менш важливо, недорогим смартфоном. В першу чергу він сподобається тим, хто знімає багато селфі, адже за схожі гроші щось порівняне не знайти. При цьому не треба думати, що виробник чимось пожертвував заради камери, я б сказав, що фронтальна камера стала фішкою або доповненням і без цього непоганого доступного смартфона».